# Bioetica cattolica
La bioetica cattolica è la disciplina che, dal punto di vista della Chiesa cattolica, si occupa delle questioni morali sulla vita e il comportamento umano suscitate dalle scienze mediche e biologiche, e dalle loro applicazioni tecnologiche.
In questo campo convergono saperi differenti: tra le discipline biomediche, in particolare la genetica, l'embriologia, la ginecologia e la tanatologia; tra le scienze umane e sociali, la filosofia pratica, il diritto, la biopolitica e la sociobiologia; nell'interpretazione cattolica della bioetica, riveste un ruolo di fondamentale coordinamento la teologia morale (che ha, tra le sue fonti, anche la legge morale naturale).
Per sottolineare determinati aspetti della disciplina, la Conferenza Episcopale Italiana organizza ogni anno la Giornata mondiale per la vita. L'importanza della bioetica nel contesto dell'etica cattolica è esposta nell'enciclica Caritas in veritate di papa Benedetto XVI.
Le scoperte scientifiche in questo campo e le possibilità di intervento tecnico sembrano talmente avanzate da imporre la scelta tra le due razionalità: quella della ragione aperta alla trascendenza o quella della ragione chiusa nell'immanenza»
(Caritas in veritate, 74)

## Posizioni della Chiesa cattolica
Si riportano di seguito, per ogni problematica o area di interesse, la posizione della Chiesa cattolica o della comunità scientifica che ad essa fa riferimento.

### Embriologia

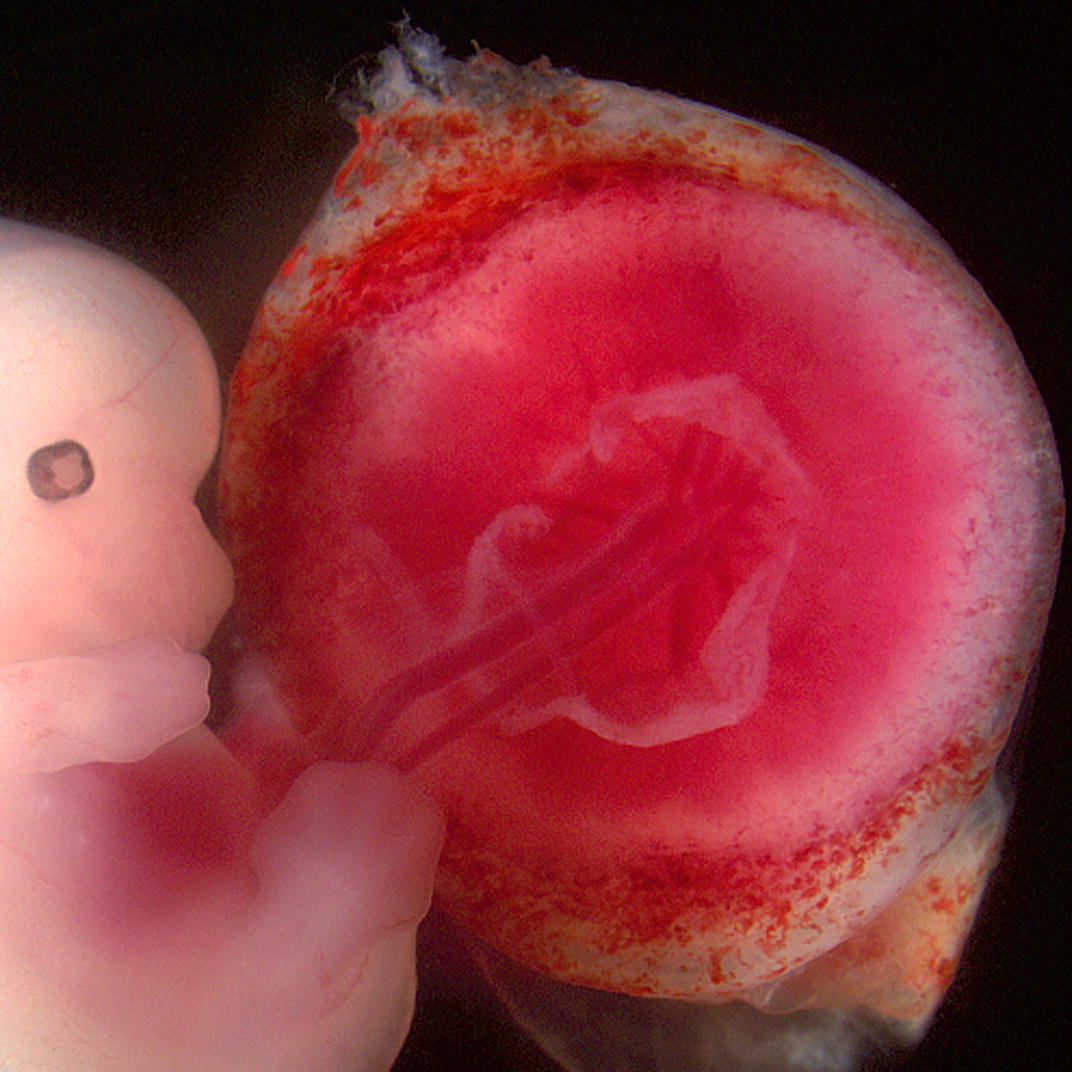
Feto umano impiantato nella mucosa uterina, con la placenta

In sintesi — Lo zigote, la prima cellula che si ottiene dall'incontro tra spermatozoo e ovulo, è un essere umano con piena dignità. Non è ammesso l'uso della pillola del giorno dopo.
La scoperta nel 1800 dell'ovulazione femminile e poi del DNA ha portato la Chiesa a modificare la sua posizione che era precedentemente basata sulla teoria di Tommaso di Aquino (coerente con una lunga tradizione iniziata con Aristotele) che riteneva il seme maschile unico principio attivo della vita umana, e la donna deputata ad accogliere e crescere questa forma di vita.
Secondo la Chiesa cattolica, dato che l'ontogenesi umana ha inizio nell'istante della fecondazione (congiunzione di uno spermatozoo maschile con un ovocita femminile a formare uno zigote, la prima cellula di un nuovo essere umano, dotata di un suo proprio patrimonio genetico e pronta a svilupparsi), e che, «una volta che il processo è cominciato, non c'è una particolare fase del suo sviluppo che sia più importante di un'altra, tutte [essendo] parte di un processo continuo», sin da quel momento (concepimento) la vita dell'embrione è vita umana, personale e individuale, e come tale gode della stessa dignità e degli stessi diritti riservati agli esseri umani che sono nati.
(L'embrione diventa feto tra la nona e la dodicesima settimana)
Se l'argomento appena accennato è ritenuto dalla Chiesa valido a prescindere dall'adesione di fede – in quanto fondato su un'interpretazione del dato biologico, corroborata dalla legge morale naturale che la Chiesa afferma essere insita in ogni uomo –, esiste anche un altro argomento, propriamente teologico, e cogente per i cristiani. «La Chiesa insegna che ogni anima spirituale è creata direttamente da Dio – non è “prodotta” dai genitori – ed è immortale», recita il §366 del Catechismo; questa creazione (immediata) avviene proprio nel momento della fecondazione, e va a fare del prodotto materiale dell'evoluzione biologica una persona umana, «a immagine di Dio, […] un essere insieme corporeo e spirituale» – il cui maltrattamento o soppressione hanno quindi almeno la stessa gravità che avrebbero su un uomo pienamente sviluppato (con l'aggravante della sua debolezza).
Su questi presupposti si fonda la tutela piena che la Chiesa riserva a zigoti, embrioni e feti. In particolare, il loro diritto alla vita è reputato assoluto, alla stregua di quello di un essere umano sviluppato, e la sua difesa è fino alla nascita assegnata totalmente alla madre; esso prevale necessariamente in tutti i casi di conflitto sul diritto all'autodeterminazione di quest'ultima, e sulla sua eventuale volontà di non impegnarsi in una gravidanza. Questa posizione porta conseguentemente al rifiuto dell'aborto procurato, ma anche di ogni mezzo di contraccezione post-coitale (quale per esempio la cosiddetta pillola del giorno dopo), che potrebbe determinare la morte di uno zigote già formato. Su questo punto discordano alcuni medici di area cattolica.

### Aborto
In sintesi — L'aborto procurato è sempre gravemente contrario alla legge morale, ed è considerato un omicidio.
I cattolici, sulla base di riferimenti scritturali e apostolici, hanno sempre considerato la vita un dono del Signore, e dunque un bene in sé di cui all'uomo non è dato disporre: ne consegue che l'aborto, in quanto «uccisione deliberata e diretta, comunque venga attuata, di un essere umano nella fase iniziale della sua esistenza, compresa tra il concepimento e la nascita» è un omicidio ed è considerato un peccato mortale particolarmente grave, in quanto con questa scelta l'uomo si oppone alla virtù della giustizia e viola direttamente il precetto divino «non uccidere». Allo stesso modo i cosiddetti metodi di contraccezione d'emergenza, che impediscono l'annidamento del concepito nell'utero materno, vengono considerati abortivi poiché pongono fine alla vita del nascituro nella primissima fase del suo sviluppo. Papa Giovanni Paolo II ha spiegato la posizione cattolica nell'enciclica Evangelium Vitae, specialmente nei numeri 58-63 e 68-74.

Nella Costituzione pastorale Gaudium et Spes, uno dei principali documenti del Concilio Vaticano II, al riguardo dell'aborto si afferma: 
(Gaudium et Spes)
Nella nota del 1993 Circa l'"isolamento uterino" ed altre questioni, emessa dalla Congregazione per la Dottrina della Fede, guidata dall'allora cardinale Joseph Ratzinger, si afferma che è lecito eseguire l'asportazione dell'utero nel solo caso in cui il suo danneggiamento (in seguito al parto, per esempio) rappresenti un grave pericolo attuale per la vita o la salute della donna. Questa pratica (o l'equivalente legatura delle tube) non è ammessa in mancanza di un pericolo in atto, come misura preventiva per la salute della donna in caso di gravidanza futura, perché, mancando una ragione terapeutica attuale, tale pratica si configurerebbe come «sterilizzazione diretta», sempre vietata dalla morale cattolica.

### Controllo delle nascite

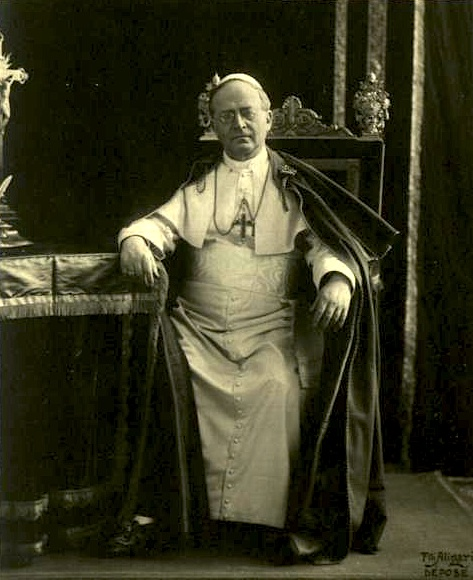
Papa Pio XI (1922-1939), autore della Casti Connubii (1930).

In sintesi — La Chiesa è contraria all'uso di qualsiasi mezzo contraccettivo, mentre consente di pianificare le nascite ricorrendo ai metodi definiti naturali basati sull'astinenza durante i periodi fertili.

#### Pio XI e l'enciclicaCasti Connubii
Il primo pontefice ad affrontare la questione del controllo delle nascite all'interno del matrimonio cristiano fu papa Pio XI con l'enciclica Casti Connubii del 31 dicembre 1930. Nell'enciclica si condannano quanti sostengono che la procreazione dev'essere evitata non con l'«onesta continenza, permessa anche nel matrimonio, quando l'uno e l'altro coniuge vi consentano, ma viziando l'atto naturale». Inoltre afferma che «l'atto del coniugio è, di sua propria natura, diretto alla generazione della prole, coloro che nell'usarne lo rendono studiosamente incapace di questo effetto, operano contro natura, e compiono un'azione turpe e intrinsecamente disonesta».

#### Paolo VI e l'enciclicaHumanae Vitae
Successivamente gli stessi temi furono trattati in modo più ampio e dettagliato nell'enclicica Humanae Vitae di papa Paolo VI del 25 luglio 1968. L'enciclica considera inscindibili «i due significati dell'atto coniugale: il significato unitivo e il significato procreativo». Parlando del rifiuto di trasmettere la vita l'enciclica ammonisce che l'uso del «dono divino» del coniugio «distruggendo, anche soltanto parzialmente, il suo significato e la sua finalità è contraddire alla natura dell'uomo come a quella della donna e del loro più intimo rapporto, e perciò è contraddire anche al piano di Dio e alla sua santa volontà». Dopo questa premessa di ordine morale, l'enciclica passa in rassegna i metodi «illeciti» di regolazione della natalità:
- la sterilizzazione diretta o indiretta dell'uomo o della donna;
- ogni azione prima, dopo o durante l'atto coniugale che abbia lo scopo di impedire la procreazione.

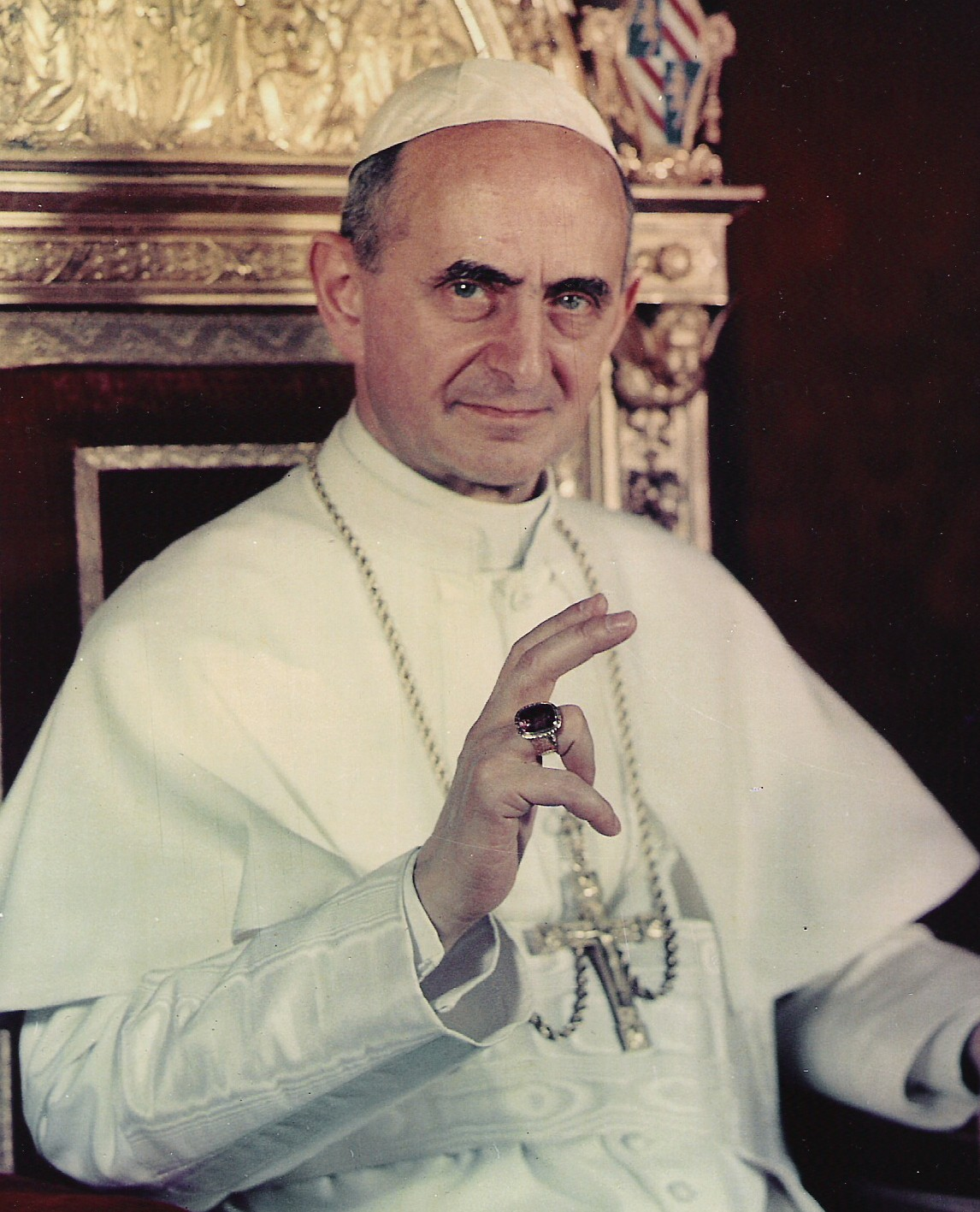
Papa Paolo VI (1963-1978), autore della Humanae Vitae (1968).

Stabilisce anche che questi metodi sono sempre illeciti, anche all'interno di un matrimonio fecondo.
È sempre in quest'enciclica che si ammette il ricorso ai periodi infecondi, giudicato un metodo rispettoso «dell'ordine da Dio stabilito». È anche lecito il ricorso esclusivo ai periodi infecondi «Se dunque per distanziare le nascite esistono seri motivi, derivanti dalle condizioni fisiche o psicologiche dei coniugi, o da circostanze esteriori, la Chiesa insegna essere allora lecito tener conto dei ritmi naturali immanenti alle funzioni generative per l'uso del matrimonio nei soli periodi infecondi».
Secondo l'enciclica i metodi «naturali» e i metodi «artificiali» sono intrinsecamente diversi, perché «nel primo caso i coniugi usufruiscono legittimamente di una disposizione naturale; nell'altro caso essi impediscono lo svolgimento dei processi naturali». Un elemento di novità nel magistero è la liceità dei rapporti matrimoniali non a fini procreativi, ma «a manifestazione di affetto e a salvaguardia della mutua fedeltà».
Per contro il ricorso ai metodi «artificiali» viene considerato un pericolo che condurrebbe all'«abbassamento generale della moralità», al mancato rispetto della donna, alla possibile imposizione di pratiche anticoncezionali da parte dello Stato. La Chiesa «amica sincera e disinteressata degli uomini» e «madre e maestra di tutte le genti» esorta l'uomo «a non abdicare alla propria responsabilità per rimettersi ai mezzi tecnici».

#### Giovanni Paolo II e l'enciclicaEvangelium Vitae
Nell'enciclica Evangelium Vitae datata 25 marzo 1995 papa Giovanni Paolo II affronta il rapporto tra la contraccezione e l'aborto, giudicati «frutti di una medesima pianta», perché «la cultura abortista è particolarmente sviluppata proprio in ambienti che rifiutano l'insegnamento della Chiesa sulla contraccezione». Tuttavia, la gravità di contraccezione e aborto non è la stessa: «l'una contraddice all'integra verità dell'atto sessuale come espressione propria dell'amore coniugale, l'altro distrugge la vita di un essere umano; la prima si oppone alla virtù della castità matrimoniale, il secondo si oppone alla virtù della giustizia e viola direttamente il precetto divino «non uccidere».».
Si rinnova comunque la condanna della contraccezione e dell'aborto, associando le due pratiche in quanto «affondano le radici in una mentalità edonistica e deresponsabilizzante nei confronti della sessualità e suppongono un concetto egoistico di libertà che vede nella procreazione un ostacolo al dispiegarsi della propria personalità. La vita che potrebbe scaturire dall'incontro sessuale diventa così il nemico da evitare assolutamente e l'aborto l'unica possibile risposta risolutiva di fronte ad una contraccezione fallita.».
Inoltre, il ricorso a «preparati chimici, di dispositivi intrauterini e di vaccini che, distribuiti con la stessa facilità dei contraccettivi, agiscono in realtà come abortivi nei primissimi stadi di sviluppo della vita del nuovo essere umano». viene additato come segno di una «stretta connessione che, a livello di mentalità, intercorre tra la pratica della contraccezione e quella dell'aborto».

#### Benedetto XVI e il libroLuce del mondo
Nel 2010, durante la settimana dedicata al riposo estivo, Benedetto XVI ha rilasciato al giornalista tedesco Peter Seewald una lunga intervista, poi pubblicata con il titolo Luce del mondo il 20 novembre dello stesso anno.
Tra i vari temi trattati ha trovato spazio la lotta all'AIDS nel continente africano e l'uso del preservativo come metodo per limitare il diffondersi dell'infezione. Il Papa ha ricordato che concentrarsi solo sul preservativo vuol dire banalizzare la sessualità e che questa banalizzazione rappresenta la pericolosa origine per cui tante persone non la vedono più come espressione del loro amore, ma come una droga da somministrarsi. Ha affermato poi esservi "singoli casi motivati" in cui l'uso del preservativo, che la Chiesa naturalmente non considera la soluzione autentica e morale del problema, può essere un primo passo della persona verso una moralizzazione, un primo elemento di responsabilità per sviluppare nuovamente la consapevolezza che non tutto è lecito. Come esempio ha citato quello di uno che si prostituisca.
I media hanno generalmente salutato queste parole come una storica apertura e una giustificazione dell'uso del profilattico, almeno in singoli casi; in realtà la tradizione morale della Chiesa sull'argomento non è cambiata e la Congregazione per la Dottrina della Fede è intervenuta per riaffermarlo con una nota in cui denuncia le avvenute strumentalizzazioni e "interpretazioni non corrette" del pensiero del Papa. In particolare nella nota sottolinea che per il Santo Padre i profilattici non costituiscono la soluzione morale del problema dell'Aids e che non vi è nessuna apertura alla contraccezione e al loro utilizzo, nemmeno come scelta del male minore. Semmai il Santo Padre intendeva rilevare che chi ricorre al profilattico per diminuire il rischio per la vita di un'altra persona, che metterebbe in pericolo essendo infetto, e dunque intendesse ridurre il male connesso al suo agire sbagliato, potrebbe stare facendo un primo passo sulla strada che porta ad una sessualità diversamente vissuta, più umana. Si tratta di un'osservazione del tutto compatibile con l'altra affermazione del Santo Padre: "questo non è il modo vero e proprio per affrontare il male dell'Hiv".
Nell'intervista Benedetto XVI parla anche dell'enciclica Humanae Vitae di Paolo VI, che ribadì l'illiceità dell'uso degli anticoncezionali, affermando che la sua grande visione e le sue prospettive rimangono valide, ma altra cosa è trovare strade percorribili per viverle. Ricorda che ci saranno sempre minoranze intimamente persuase della loro giustezza e che vivendole e rimanendone pienamente appagate diverranno per altri un affascinante modello da seguire, facendo notare che la Chiesa non si oppone ad ogni tipo di regolazione delle nascite, approva infatti la regolazione naturale.

### Eutanasia
In sintesi — L'eutanasia è considerata equivalente all'omicidio o al suicidio.

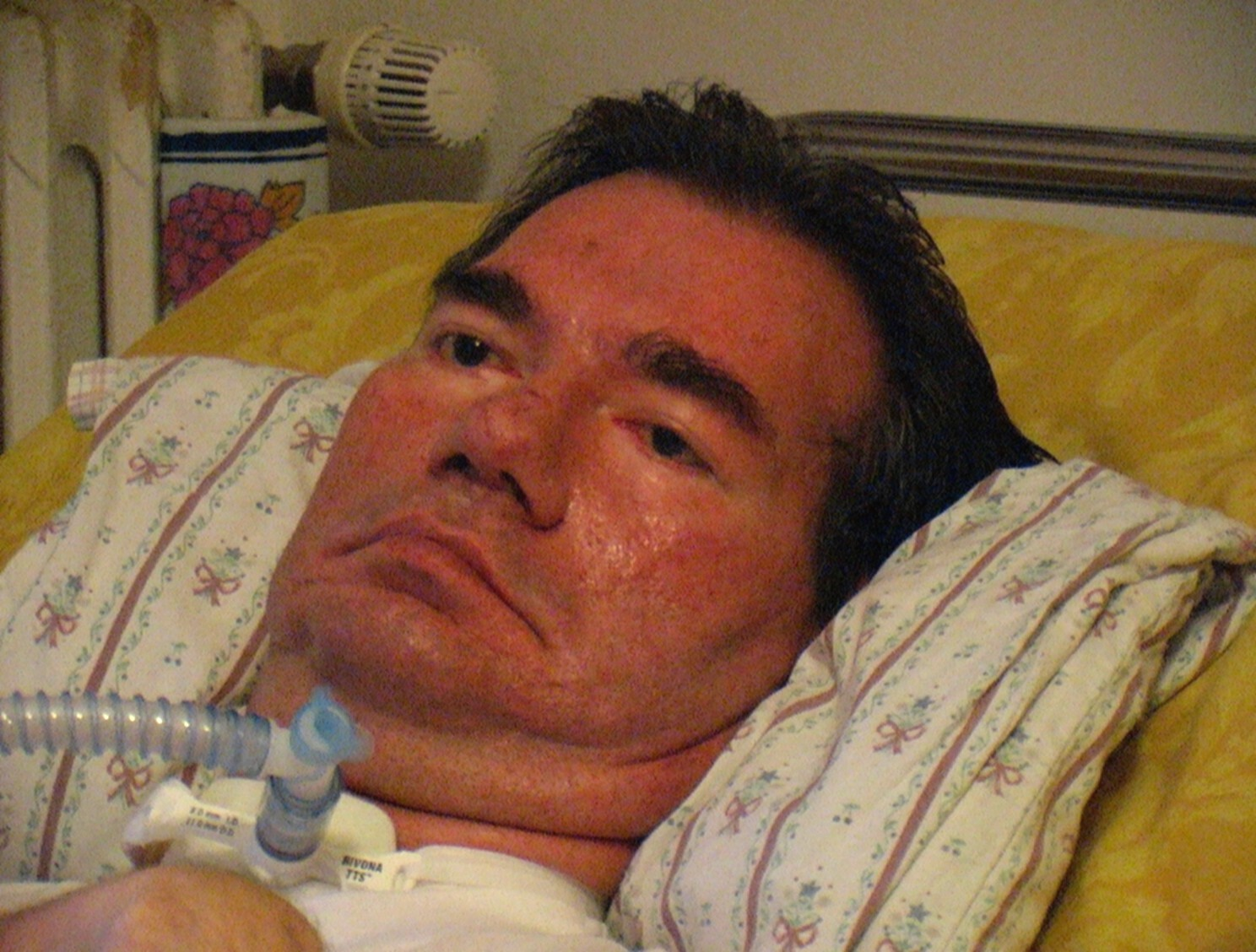
Piergiorgio Welby (1945-2006), malato di distrofia muscolare, si è impegnato per il riconoscimento del suo diritto all'eutanasia e a interrompere le cure, evitando l'accanimento terapeutico. La sua vicenda, conclusasi con il distacco dal respiratore meccanico e la morte, ha suscitato in Italia un ampio dibattito; la sua ferma volontà di morire è stata ritenuta da parte del Vicariato di Roma in grave contrasto con la dottrina cattolica, e gli ha precluso il funerale cristiano.

La dottrina cattolica in merito all'eutanasia è riassunta nell'articolo del Catechismo della Chiesa Cattolica dedicata al quinto comandamento:
(Catechismo della Chiesa Cattolica, Parte III, Sezione II, Capitolo II, Articolo V.)
Nel 1965 durante il Concilio Ecumenico Vaticano II, la Costituzione pastorale sulla Chiesa nel mondo contemporaneo Gaudium et Spes contiene la prima o una delle prime citazioni esplicite dell'eutanasia in documenti dottrinali.
Nel 1979 Giovanni Paolo II, citando la Gaudium et Spes, tratta il tema dell'eutanasia rivolgendo si ai vescovi statunitensi: «[...] l'eutanasia o l'uccisione per pietà... è un grave male morale... Tale uccisione è incompatibile col rispetto per la dignità umana e la venerazione per la vita.»

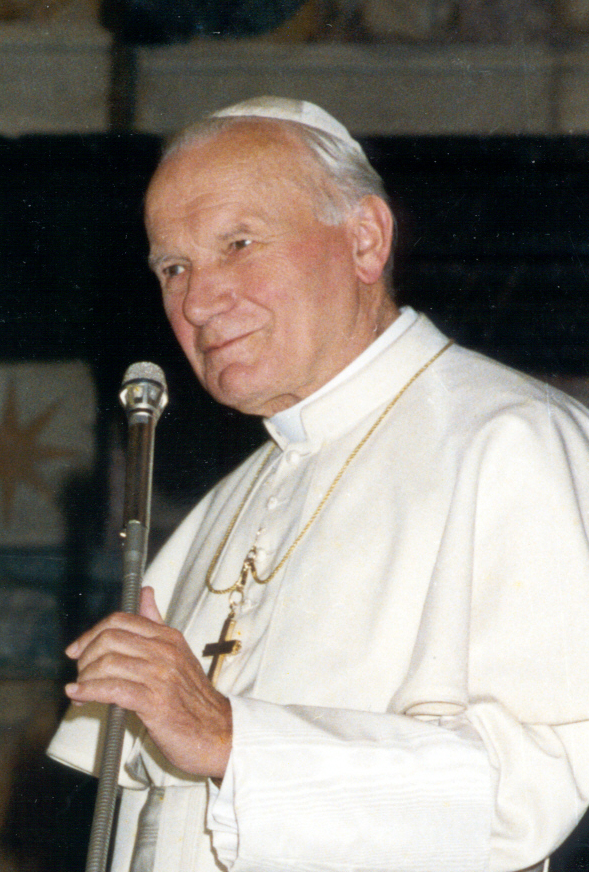
Papa Giovanni Paolo II (1978-2005) è stato l'autore dell'enciclica Evangelium Vitae (1995).

Una definizione di eutanasia — citata anche da autori che non condividono le valutazioni etiche del magistero cattolico — si trova nella Dichiarazione sull'eutanasia Iura et bona, pubblicata dalla Congregazione per la Dottrina della Fede il 5 maggio 1980, al n. II: «Per eutanasia s'intende un'azione o un'omissione che di natura sua, o nelle intenzioni, procura la morte, allo scopo di eliminare ogni dolore. L'eutanasia si situa, dunque, al livello delle intenzioni e dei metodi usati». In tale definizione non vi è distinzione tra eutanasia attiva e passiva, volontaria e involontaria.
Una sintesi efficace della posizione della Chiesa cattolica si trova nell'enciclica Evangelium Vitae. Fatto salvo il caso particolare dell'accanimento terapeutico e la doverosa partecipazione per la sofferenza inaudita che spesso tali malati soffrono, le parole di Giovanni Paolo II esprimono in proposito una netta condanna:
(Evangelium Vitae, n. 65)
(Evangelium Vitae, n. 66.)
Con riferimento al suicidio assistito e all'eutanasia, l'enciclica Evangelium Vitae cita varie fonti teologiche e dottrinali, tra cui Sant'Agostino:
- «Non è mai lecito uccidere un altro: anche se lui lo volesse, anzi se lo chiedesse perché, sospeso tra la vita e la morte, supplica di essere aiutato a liberare l'anima che lotta contro i legami del corpo e desidera distaccarsene; non è lecito neppure quando il malato non fosse più in grado di vivere».(Epistula 204, 5: CSEL 57, 320.).[30]

Allo stesso modo l'enciclica afferma che non bisogna confondere l'eutanasia con la rinuncia all'accanimento terapeutico, ossia i casi in cui la morte dell'ammalato sia ritenuta "imminente e inevitabile".
La posizione cattolica su questo argomento viene così descritta nel 2000 dalla Pontificia Accademia per la Vita: «Nell'immediatezza di una morte che appare ormai inevitabile e imminente "è lecito in coscienza prendere la decisione di rinunciare a trattamenti che procurerebbero soltanto un prolungamento precario e penoso della vita" (cfr Dich. su Eutanasia, parte IV), poiché vi è grande differenza etica tra "procurare la morte" e "permettere la morte": il primo atteggiamento rifiuta e nega la vita, il secondo accetta il naturale compimento di essa».
Pena di morte
La dottrina cattolica in merito alla pena di morte è riassunta nell'articolo del Catechismo della Chiesa Cattolica dedicata al quinto comandamento:
2267 Per molto tempo il ricorso alla pena di morte da parte della legittima autorità, dopo un processo regolare, fu ritenuta una risposta adeguata alla gravità di alcuni delitti e un mezzo accettabile, anche se estremo, per la tutela del bene comune.
Oggi è sempre più viva la consapevolezza che la dignità della persona non viene perduta neanche dopo aver commesso crimini gravissimi. Inoltre, si è diffusa una nuova comprensione del senso delle sanzioni penali da parte dello Stato. Infine, sono stati messi a punto sistemi di detenzione più efficaci, che garantiscono la doverosa difesa dei cittadini, ma, allo stesso tempo, non tolgono al reo in modo definitivo la possibilità di redimersi.
Pertanto la Chiesa insegna, alla luce del Vangelo, che «la pena di morte è inammissibile perché attenta all’inviolabilità e dignità della persona», e si impegna con determinazione per la sua abolizione in tutto il mondo.

## Istituzioni bioetiche cattoliche

### Internazionali
La Pontificia Accademia per la Vita, è un'accademia pontificia che ha lo scopo di promuovere il progresso degli studi e di «informare e formare circa i principali problemi di biomedicina e di diritto, relativi alla promozione e alla difesa della vita, soprattutto nel diretto rapporto che essi hanno con la morale cristiana».

### In Italia
Dal 1985 all'interno dell'Università Cattolica del Sacro Cuore è attivo un Centro di Bioetica – dapprima affiliato alla Facoltà di Medicina e Chirurgia, con sede presso il Policlinico Gemelli di Roma; dal 1997 presente anche a Milano; dal 2007 opera a Milano come Centro di Ateneo. Svolge attività di ricerca «approfondendo le questioni etiche sollevate dallo sviluppo della tecnologia e delle scienze mediche e biologiche nonché le tematiche dell'antropologia filosofica, dell'etica medica e della filosofia della medicina e della salute. Inoltre si propone di analizzare le tematiche normative presenti nell'ambito della biopolitica e del biodiritto», all'interno di un paradigma «di laicità metodologica», che vuole mantenersi entro un orizzonte eminentemente filosofico.
Nel 2001 è nata la prima Facoltà di Bioetica, presso l'Ateneo Pontificio Regina Apostolorum di Roma. L'intento dell'Ateneo, fondato nel 1993 dalla Congregazione dei Legionari di Cristo, è di formare ad alto livello dei «futuri professionisti, nonché apostoli del nuovo millennio», che sappiano «intervenire con competenza, di fronte ai numerosi e complessi problemi etici che sorgono continuamente nel campo delle scienze biomediche e biologiche, nel rispetto della dignità umana e la difesa della vita di ogni individuo, dal suo concepimento fino alla morte naturale» — sulla base dunque di una concezione della bioetica che offra «una risposta alle domande teoriche ed esistenziali dell'uomo d'oggi, in piena comunione con il Magistero della Chiesa».